# Dommeldal (Boxtel)
Dommeldal is een gebied van het Brabants Landschap van 290 ha, voornamelijk in de gemeente Boxtel.
Het gebied bestaat uit oud cultuurlandschap met akkers, weilanden en bosjes langs de sterk slingerende Dommel bij Kasteren, Liempde en Olland tussen Sint-Oedenrode en Boxtel. Het maakt deel uit van het Nationaal Landschap Het Groene Woud en verbindt de natuurgebieden De Geelders en De Scheeken.
Het gedeelte bij Kasteren het meest in trek bij wandelaars. Om een rondwandeling mogelijk te maken vaaf de vroegere Kasterense Watermolen is in 2009 een trekpontje geopend bij Liempde.
Schilderachtig zijn een aantal afgesneden beekmeanders, waarvan die bij de Bobbenagelse brug aan de gelijknamige weg ten noorden van Boskant de bekendste is.